# Винфилд (Тенеси)
Винфилд (енгл. Winfield) град је у америчкој савезној држави Тенеси.

## Демографија
По попису из 2010. године број становника је 967, што је 56 (6,1%) становника више него 2000. године.
| Група             | 2000.       | 2010.       |
| Белци             | 891 (97,8%) | 945 (97,7%) |
| Афроамериканци    | 0 (0,0%)    | 2 (0,2%)    |
| Азијати           | 1 (0,1%)    | 1 (0,1%)    |
| Хиспаноамериканци | 3 (0,3%)    | 2 (0,2%)    |
| Укупно            | 911         | 967         |